# Adam Nadachowski
Adam Tadeusz Nadachowski (ur. 20 października 1894 w Stanisławowie, zm. 9 września 1939 pod Przyłękiem) – pułkownik dyplomowany piechoty Wojska Polskiego.

## Życiorys
Urodził się 20 października 1894 roku w Stanisławowie jako syn Michała. Uczył się w ośmioklasowej szkole średniej w Stanisławowie. Potem został studentem Wydziału Prawa Uniwersytetu we Lwowie. Podczas I wojny światowej w armii austriackiej, później w Legionach Polskich. Podczas walk w czerwcu 1915, dostał się do niewoli rosyjskiej. Po rewolucji w polskich formacjach wojskowych na Syberii, skąd przez Murmańsk przedostał się do Armii gen. Hallera we Francji.
Uczestnik wojny polsko-bolszewickiej. Dowodził I batalionem 49 Pułku Piechoty Strzelców Kresowych. W okresie od czerwca do 10 lipca oraz od 13 lipca do 20 sierpnia 1920 roku pełnił obowiązki dowódcy tego pułku. 3 maja 1922 roku został zweryfikowany w stopniu kapitana ze starszeństwem z dniem 1 czerwca 1919 roku i 967. lokatą w korpusie oficerów piechoty, a jego oddziałem macierzystym był nadal 49 pp.
W 1922 roku został powołany do Wyższej Szkoły Wojennej w Warszawie, w charakterze słuchacza Kursu Normalnego. Z dniem 1 października 1924 roku, po ukończeniu kursu i otrzymaniu dyplomu naukowego oficera Sztabu Generalnego, został przydzielony do Wyższej Szkoły Wojennej na stanowisko asystenta. Następnie został przesunięty na stanowisko wykładowcy. 1 grudnia 1924 roku został mianowany majorem ze starszeństwem z dniem 15 sierpnia 1924 roku i 240. lokatą w korpusie oficerów piechoty. 2 grudnia 1930 został mianowany podpułkownikiem ze starszeństwem z dniem 1 stycznia 1931 i 36. lokatą w korpusie oficerów piechoty. Z dniem 20 listopada 1932 roku został przeniesiony do 68 pułku piechoty we Wrześni na stanowisko zastępcy dowódcy pułku. Później wyznaczony został na stanowisko dowódcy 83 pułku Strzelców Poleskich w Kobryniu. Na stopień pułkownika został mianowany ze starszeństwem z dniem 19 marca 1938 roku i 36. lokatą w korpusie oficerów piechoty.
Na czele tego pułku walczył w kampanii wrześniowej. 1 września skutecznie odpierał atak niemiecki w Parzymiechach, a następnie prowadził walki odwrotowe. Poległ 9 września 1939 w bitwie pod Przyłękiem. Pochowany w kwaterze wojskowej na Cmentarzu Parafii św. Jakuba w Skierniewicach (sektor KW2-D-2).
Miał córkę Irenę, studentkę rzeźby w Akademii Sztuk Pięknych w Krakowie.

## Ordery i odznaczenia
- Krzyż Złoty Orderu Wojennego Virtuti Militari nr 129 (pośmiertnie, 28 września 1939)[15][16]
- Krzyż Srebrny Orderu Wojskowego Virtuti Militari (30 czerwca 1921)[17]
- Krzyż Kawalerski Orderu Odrodzenia Polski (11 listopada 1937)[18]
- Krzyż Walecznych (dwukrotnie)[19]
- Złoty Krzyż Zasługi (16 marca 1934)[20]
- Kawaler Orderu Legii Honorowej (Francja, 1931)[21]
- Krzyż Wojenny (Francja)[19]